# Eleição municipal de Teresina em 2016
A eleição municipal da cidade brasileira de Teresina, capital do estado do Piauí, ocorreu em 2 de outubro de 2016 para eleger um prefeito, um vice-prefeito e 29 vereadores para a administração da cidade. O então prefeito Firmino Filho, do PSDB, foi reeleito no primeiro turno com 51,14% dos votos válidos.

## Pesquisas
| Data            | Instituto | Firmino Filho (PSDB) | Dr. Pessoa (PSD) | Amadeu Campos (PTB) | Lourdes Melo (PCO) | Quem-Quem (PTN) | Everton Diego (PSOL) | Luciane Santos (PSTU) | Brancos e nulos | Indecisos |
| --------------- | --------- | -------------------- | ---------------- | ------------------- | ------------------ | --------------- | -------------------- | --------------------- | --------------- | --------- |
| 18 a 21/08/2016 | Ibope     | 46%                  | 27%              | 12%                 | 2%                 | 1%              | 0%                   | 0%                    | 8%              | 4%        |

## Resultados

### Prefeito
Os percentuais atribuídos a cada candidato são calculados segundo o número de votos válidos. Houve ainda 9.345 votos em branco e 29.931 votos nulos.
| Candidatos a prefeito(a) | Candidatos a vice-prefeito(a) | Número | Coligação | Votos   | Percentual |
| ------------------------ | ----------------------------- | ------ | --- | ------- | ---------- |
| Firmino Filho PSDB       | Luiz Júnior PMDB              | 45     | Com o Povo, Rumo à Vitória PSDB, PMDB, PRB, PSB, PSDC, PP, PMB, PV, PSL, SD, PRP, PRTB, PCdoB, PTdoB, PPS, DEM, PDT, PEN, PSC, REDE, PPL | 220.042 | 51,14%     |
| Dr. Pessoa PSD           | Coronel Júlia PR              | 55     | Mudar Pensando em Você PSD, PR, PHS | 171.113 | 39,77%     |
| Amadeu Campos PTB        | Décio Solano PTB              | 14     | Hora do Novo. Tempo de Mudar PTB, PT, PTC, PROS, PMN                                                                                     | 28.669  | 6,66%      |
| Everton Diego PSOL       | Luciana Monteiro PSOL         | 50     | PSOL (sem coligação) | 5.108   | 1,19%      |
| Luciane Santos PSTU      | Douglas Bezerra PSTU          | 16     | PSTU (sem coligação) | 2.745   | 0,64%      |
| Quem-Quem PTN            | Cleiton Popular PTN           | 19     | PTN (sem coligação) | 1.819   | 0,42%      |
| Lourdes Melo PCO         | Alvetiza Moreira PCO          | 29     | PCO (sem coligação) | 786     | 0,18%      |

### Vereadores
Os resultados da eleição para vereadores foram os seguintes:
| Nome                | Partido | Votos  | Porcentagem |
| ------------------- | ------- | ------ | ----------- |
| Jeová               | PSDB    | 10.194 | 2,32 %      |
| Delegado Samuel     | PSDB    | 6.358  | 1,45 %      |
| Levino de Jesus     | PRB     | 6.288  | 1,43%       |
| Professor Zé Nito   | PMDB    | 6.234  | 1,42%       |
| Dr. Luíz Lobão      | PMDB    | 5.966  | 1,36 %      |
| Caio Bucar          | PSD     | 5.955  | 1,36 %      |
| Venancio            | PP      | 5.832  | 1,33 %      |
| Edson Melo          | PSDB    | 5.603  | 1,28 %      |
| Major Paulo Roberto | SD      | 5.194  | 1,18%       |
| Aloísio Sampaio     | PP      | 5.186  | 1,18 %      |
| Teresa Britto       | PV      | 4.926  | 1,12 %      |
| Joninha             | PSDB    | 4.906  | 1,12 %      |
| Evandro Vidd        | PDT     | 4.751  | 1,08 %      |
| Ítalo barros        | PTC     | 4.626  | 1,05 %      |
| Luis André          | PSL     | 4.602  | 1,05 %      |
| Graça Amorim        | PMB     | 4,586  | 1,04 %      |
| Gustavo Gaioso      | PTC     | 4.362  | 0,99 %      |
| Valdemir Virgino    | PRP     | 4.360  | 0,99 %      |
| Ricardo Bandeira    | PSL     | 4.315  | 0,98 %      |
| Dudu                | PT      | 4.123  | 0,94 %      |
| Joaquim do Arroz    | PRP     | 3.999  | 0,91 %      |
| Deolindo Moura      | PT      | 3.369  | 0,77 %      |
| Cida                | PHS     | 3.357  | 0,76 %      |
| Dr. Lázaro          | PPS     | 2.626  | 0,60 %      |
| Enzo Samuel         | PC do B | 2.594  | 0,59 %      |
| Neto do Angelim     | PSDC    | 2.262  | 0,51%       |
| Gustavo de Carvalho | PEN     | 1.997  | 0,45 %      |
| Zé Filho            | PT do B | 1.932  | 0,44        |
| Fábio Dourado       | PEN     | 1.759  | 0,40        |